# Beezik.com
Beezik.com était un site web créé début juin 2009, qui permettait de télécharger gratuitement de la musique de manière  légale. Le site se finançait via la mise en place de publicité vidéo visionnée à chaque titre téléchargé. Une autre source de chiffre d'affaires était l'affiliation e-commerce. Fin septembre 2012, le site comptait 8 millions de titres et trois millions d'inscrits. Le 7 mars 2013, le site  a annoncé sa fermeture, le modèle n'étant pas assez rentable.
Beezik a fermé le 15 avril 2013 et redirige ses utilisateurs vers Deezer pour transférer leurs chansons.

## Données techniques

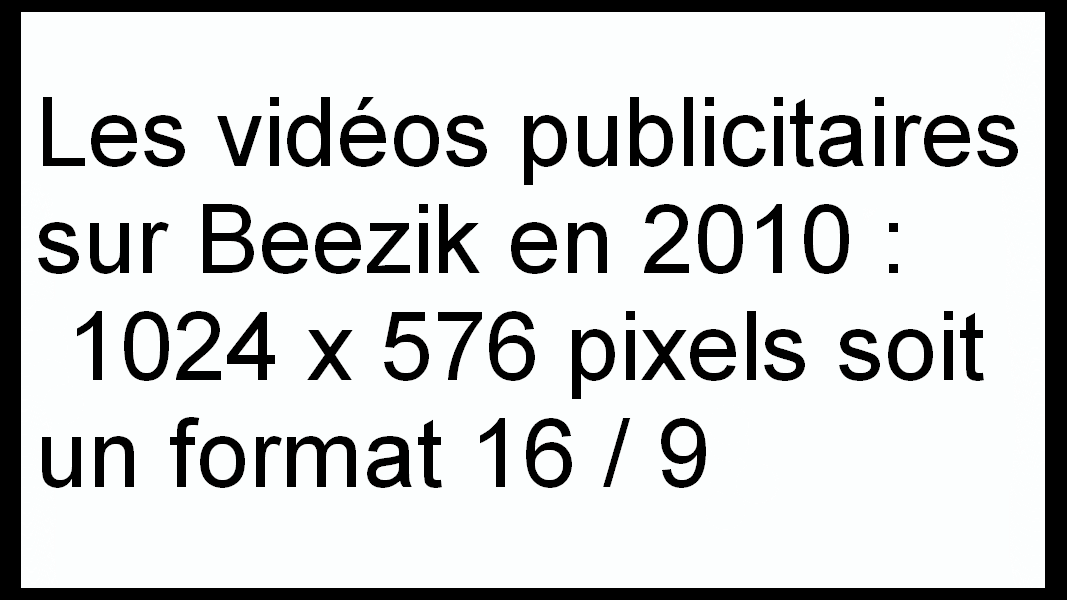
Le visionnage de ce fichier dans la taille par défaut (100 %) permet de connaitre la taille des vidéos sur Beezik.

Depuis septembre 2009, 1,2 million de titres sont téléchargeables en MP3 sans GDN (en) DRM en 192 kb/s. Ces titres sont compatibles avec tous les lecteurs.
Le restant du catalogue en septembre 2009, est de 0,8 million en WMA ou BEE avec GDN en 192 kb/s. La pochette de l’album se télécharge avec le titre. Sur la pochette et dans le titre est ajouté « Beezik remercie (x sponsor) » .
Le site fonctionne si Flash est installé. Un plugin disponible pour Mozilla Firefox permet de télécharger l'ensemble du catalogue de Beezik sans DRM. En septembre 2010, ce plugin n'est plus en téléchargement sur le site officiel des extensions et ne fonctionne plus avec la dernière version de Firefox. Cependant, un plugin a marché avec ce navigateur en juin 2011 par la création d'une nouvelle version, donnée par un membre du forum le 16 juin.

## Historique
Depuis mi-septembre 2009, le catalogue a 1,2 million de titres sans GDN L'équipe est en train de mettre à disposition 1,2 million de titres en MP3 au lieu du WMA.
Le 19 novembre 2009 au soir, la diffusion du reportage « envoyé spécial de France 2 concernant la loi Création et Internet dont 133 secondes au sujet de Beezik.com, provoque une augmentation remarquable de la fréquentation du site les jours suivants. Le site a donc été par moments inaccessible pour de nombreux visiteurs.
Le 5 mai 2010, dix pub différentes peuvent être regardées. Les pub sont : trois pour des voitures de marque différentes, une pour une chaîne de TV, une pour une chaîne de restauration rapide, une pour un forfait de téléphonie mobile, une pour une marque de vêtements, une pour une marque de boisson, une pour une chanteuse et une pour une marque de produit d'hygiène et beauté.
En tout : il y a Blackberry, Braun, Canal+, Citroen, Calvin Klein, Coca-Cola, Crédit Lyonnais, Dior, Ford, Gillette, HP, Kia, LG, MTV, Nikon, Orange, Perrier, Peugeot, Red Bull, Samsung, Schweppes, SFR, Sony et Volvo.
En août 2010, il y a un million d'inscrits sur ce site.
Au mois d'août 2011, il y a deux millions et demi d'inscrits.
En mars 2012, Beezik fusionne avec Ebuzzing qui diffuse de la publicité vidéo sur internet .
En septembre 2012, Beezik trouve un accord avec l'une des quatre majors de l'industrie du disque qui manquait à son catalogue, Warner Music, et étend ainsi son offre de musique à 8 millions de titres à la fin du mois.
Cependant, au début du mois de mars 2013, les créateurs du site internet annoncent, par le biais d'une vidéo postée sur internet , leur intention de fermer le site en raison d'un manque de rentabilité et de la difficulté de rendre le service compatible avec la stratégie du groupe, qui vise à l'internationalisation, et donc jugeant le site trop franco-français,,.
Dans cette même vidéo, ils expliquent que les effectifs ne seront pas au chômage, mais simplement réorganisés dans la structure qui avait racheté  l'entreprise quelques mois plus tôt, Ebuzzing. La continuité de l'existence de Beead est confirmée, les deux personnes précisant que Beezik servait à BeeAd dans le sens où il fallait montrer l'intérêt du format publicitaire au travers de la musique gratuite et légale.
Un mois plus tard, un partenariat est trouvé avec le français Deezer afin de permettre aux clients de Beezik d'avoir une solution de secours: le service de streaming pourra ainsi rapatrier les téléchargements exécutés afin d'en réaliser des playlists, même pour les titres protégés par DRM.

## Fonctionnement
Après l'inscription sur le site, l’utilisateur sélectionne un titre. Un extrait de chacun est disponible en écoute. Ensuite, il choisit une publicité parmi une petite liste allant de une à quatre (selon le nombre de téléchargements que l'utilisateur a réalisés) , qui est jouée durant le téléchargement pour financer son titre. Il a ensuite un délai de six secondes après la fin de la publicité pour cliquer afin de télécharger ; si le temps est dépassé, le titre ne sera pas enregistré sur le disque dur. Les revenus publicitaires rémunèrent les artistes, Beezik et l'ensemble des ayants droit. Le membre clique sur Enregistrer pour que la chanson soit installée sur le disque dur puis une fenêtre de son navigateur web s'ouvre afin de le diriger vers le site internet du sponsor.
La recherche porte sur les titres et les artistes du catalogue disponible.
Beezik récompense ses utilisateurs en donnant des points (0,3 € pour chaque téléchargement en juin 2009). L'utilisateur converti les points en bons de réduction. Il utilise les bons auprès d'un certain nombre de partenaires e-commerce en juin 2009 . Le membre est financé de 4 à 25 % de ses dépenses selon les marchands. Beezik est rémunéré par ces marchands. Le membre reçoit aussi des points en parrainant de nouveaux utilisateurs.

## Accords pour diffuser le contenu musical
Beezik a conclu de nombreux accords avec la SACEM, des maisons de disques (Universal, Naïve, EMI Music, Pschent, Polydor, Atmosphériques, Scorpio Music, Believe, Idol, Mercury, Virgin, The Orchard, AZ, CAPITAL, Century, Malligator…) et des artistes indépendants.
Ainsi au 22 avril 2010, il est possible de télécharger en WMA le catalogue de Universal, EMI Music et depuis peu, celui de SONY MUSIC. Les catalogues de Pschent, Scorpio Music, Alien Prod, The Orchard, IDOL, Atmosphériques et Believe sont, quant à eux, disponibles en format MP3.
Les titres sont normalement disponibles au téléchargement dès le premier jour de leur sortie en numérique.
À partir de la fin septembre 2012, toutes les chansons de Warner sont téléchargeables. Le catalogue atteint 8 millions de titres.

## Financement
Fin février 2009, 2,7 millions d'euros ont été levés auprès du fonds d'investissement « Axcel Loisirs France » soit un tiers du capital.
Le coût par clic sur une pub vidéo est d'environ 35 à 40 cts € pour l'annonceur selon un des dirigeants, Jean Canzoneri.